# Передєлки (Московська область)
Передє́лки (рос. Переделки) — село у Одинцовському районі Московської області Російської Федерації.

## Розташування
Село Переделкі входить до складу міського поселення Одинцово, воно розташовано поруч із Мінським шосе. Найближчі населені пункти — селище Москворіцького ліспаркгоспу, Селище будинку відпочинку МПС «Берізка», Ізмалково, Вирубово.

## Населення
Станом на 2010 рік у селі проживало 132 людини.